# Ixodina bos
Ixodina bos är en skalbaggsart som beskrevs av S. Endrödi 1976. Ixodina bos ingår i släktet Ixodina och familjen bladhorningar. Inga underarter finns listade i Catalogue of Life.